# COSware
COSware ist eine modulare Softwarelösung für Objektverwaltung, Transportlogistik, Fuhrpark- und Werkstattmanagement. Hersteller ist das Oberkircher Software-Unternehmen COS GmbH. Die Software kann plattformübergreifend sowohl auf stationären Rechnern als auch auf mobilen Geräten genutzt werden.

## Geschichte
COSware entstand im Jahr 1998, als die beiden bisherigen Softwareprodukte der COS GmbH, FUDAS und SEFOS, zu einem einzigen Produkt vereinigt wurden. Die Software und die damit in Verbindung stehenden Dienstleistungen bilden seither die Hauptprodukte und das Kerngeschäft des mittelständischen Unternehmens.

## Funktionsbeschreibung
COSware ist streng modular aufgebaut, wodurch je nach Einsatzgebiet und -zweck verschiedene Programmfunktionen aktiviert bzw. deaktiviert werden können. Die Software wird in der Regel auf jedes Unternehmen individuell zugeschnitten. Es wird auch die Erstellung maßgeschneiderter Module für spezielle Anforderungen angeboten.
Das Programm lässt sich einfach in bestehende IT-Infrastrukturen einfügen, indem spezielle Schnittstellen-Module eingesetzt werden. Es existieren Schnittstellen zu diversen gängigen Finanzbuchhaltungs- und Warenwirtschaftssystemen, wie beispielsweise zu den Produkten von SAP. Das System nutzt eine Datenbank der Firma Oracle als Basis.
Die einzelnen Programmmodule sind thematisch in sechs Blöcke unterteilt:
- Objekte/Fahrzeuge – Funktionen zur Erfassung und Verwaltung der grundlegenden Stammdaten der zu verwaltenden Objekte und Vorgänge
- Logistik – Werkzeuge zur Tourenplanung und zur Durchführung von Aufträgen für Logistikunternehmen
- Werkstatt – spezielle Module für Betriebswerkstätten
- Material – Material-/Warenwirtschaft und Lagerhaltung
- Personal – Mitarbeiterverwaltung, Zeiterfassung und Prämienlohnsysteme
- Anwender – verschiedene Dienstprogramme für Anwender und Administratoren

Mit COSware Mobile Solution existiert eine Lösung zur Erweiterung des Systems auf mobile Geräte, die mit Zusatzmodulen wie Barcodescannern, GPS-Empfängern oder GSM/UMTS-Modulen ausgestattet werden können. Hier arbeitet die COS GmbH z. B. mit der Firma Motorola zusammen.

## Einsatzgebiete
COSware wird hauptsächlich von Speditionen und ähnlichen Logistikbetrieben sowie von Firmen mit eigenen Betriebswerkstätten, wie z. B. Verkehrsbetrieben eingesetzt. Zu den Nutzern der Software gehören hauptsächlich mittelständische Unternehmen aus Deutschland, Österreich, Luxemburg, den Niederlanden und der Schweiz, aber auch einige größere Betriebe wie etwa die Fraport-AG, der Handelskonzern Rewe oder die Österreichischen Bundesbahnen.